# قناطر نجع حمادي
قناطر نجع حمادي هي مجموعة سدود نقع على نهر النيل شمال مدينة نجع حمادي بمحافظة قنا.

## التاريخ
وضع الملك فؤاد الأول حجر أساس القناطر في 10 فبراير 1928، استغرق تشييدها 3 سنوات وتم افتتاحها في 19 ديسمبر 1930 وبُنيت القناطر بالأحجار المستخرجة من محاجر العيساوية بالجبل الشرقي، بالقرب من أخميم، وهي من أجود أنواع الأحجار وأمتنها. بلغت تكلفة إنشائها مليون و850 ألف جنيه.

## الوصف
تتكون القناطر من 100 عين، تبلغ المسافة بين كل عين وأخرى 6 أمتار، وتحتوي القناطر على هويس للملاحة يبلغ طول حوضه 80 متراً وبعرض 16 متراً يسمح بمرور أضخم البواخر النيلية بمصر، فيما يعد سطح القناطر طريقاً لتسهيل حركة النقل بين شرق وغرب النيل، وقد صممت هذه القناطر لتتحمل فرق توازن مقداره 4 أمتار مدة الفيضان.

## السياحة الداخلية
يتوافد عليها الآلاف من المواطنين سنويًا لتناول الأسماك التي يقوم الصيادون باصطيادها مباشرةً من نهر النيل.

## قناطر نجع حمادي الجديدة
تقع القناطر الجديدة على بعد 3.5 كم خلف القناطر القديمة تضم 4 وحدات لتوليد الطاقة بطاقة 64 ميجاوات كما تضم القناطر هويسين ملاحيين من الدرجة الأولى ملحقين بالقنطرة الجديدة لتتمكن السفن والمركبات من المرور بالإضافة إلي كوبري للربط بين ضفتي نهر النيل.